# In articulo mortis

In articulo mortis est une locution latine qui, traduite littéralement, signifie « à l'instant de la mort ». C'est une locution issue du vocabulaire ecclésiastique qui s'utilise pour indiquer les actions accomplies par une personne quand elle est en danger de mort, c'est-à-dire sur son lit de mort. Juridiquement, les paroles prononcées par une personne peu avant sa mort (c'est-à-dire: in articulo mortis) ont une grande valeur car non réfutables.
La transposition en français a donné, au XVIe siècle, l'expression « être à l'article de la mort », où le terme « article »  est à considérer comme une division du temps, « au moment de l'agonie ».